# Łąki nad Ciekiem Gogolewskim
Łąki nad Ciekiem Gogolewskim – użytek ekologiczny w województwie pomorskim, w powiecie słupskim, w gminie Dębnica Kaszubska, w obrębie ewidencyjnym Gogolewko, powołany Rozporządzeniem Nr 2/2003 Wojewody Pomorskiego z dnia 9 stycznia 2003 r. w sprawie uznania niektórych obszarów za użytki ekologiczne. Całkowita powierzchnia użytku wynosi 23,39 ha, z czego 22,88 ha jest w zarządzie Nadleśnictwa Łupawa, na obszarze Leśnictwa Gogolewo. Pozostała część znajduje się w zarządzie Zarządu Melioracji i Urządzeń Wodnych Województwa Pomorskiego. Jest jednym z trzydziestu jeden użytków ekologicznych pod nadzorem Nadleśnictwa Łupawa (stan na 2016).

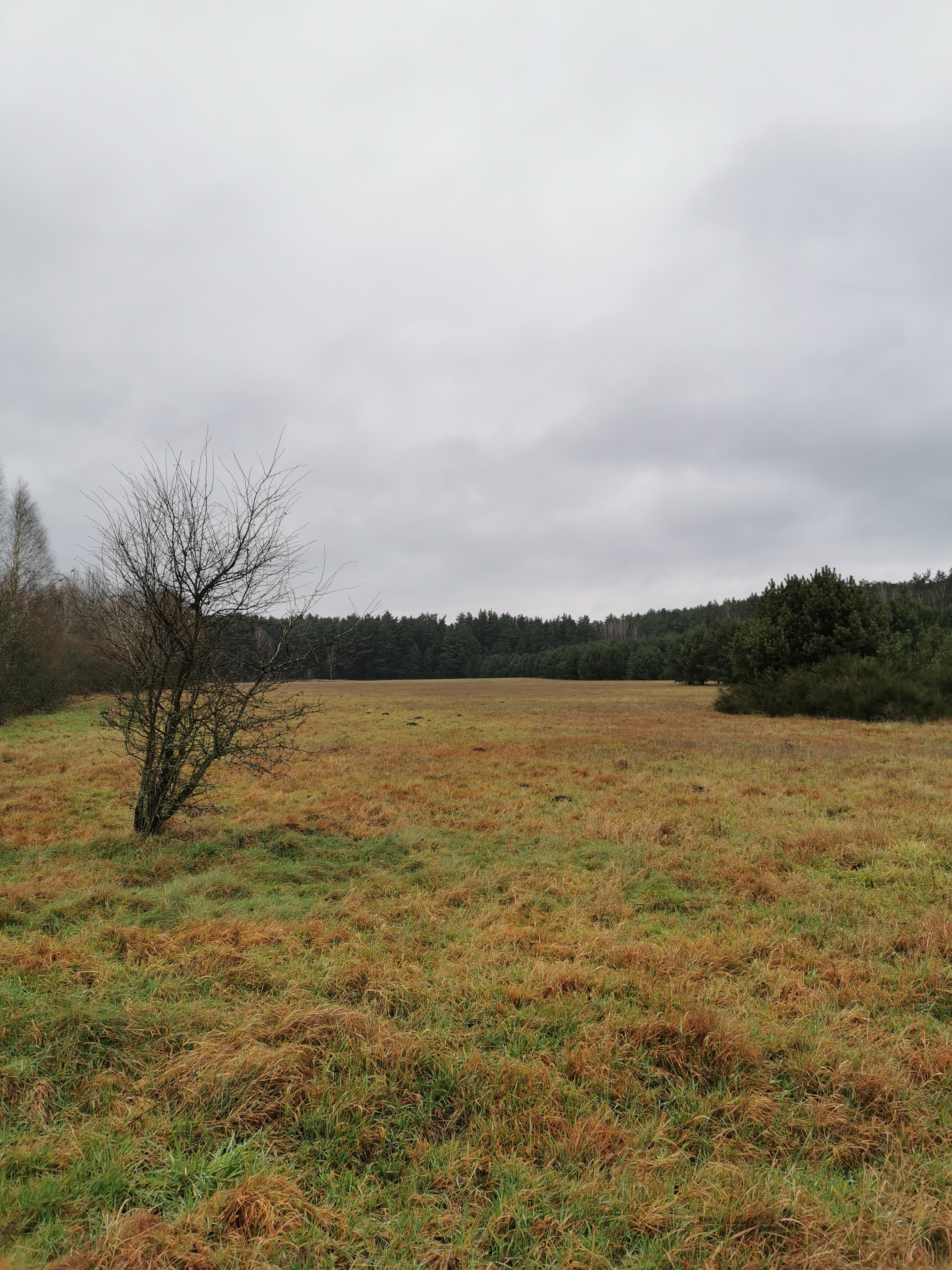
Użytek ekologiczny „Łąki nad Ciekiem Gogolewskim” w grudniu 2019

Użytek powołano w celu ochrony przepływowych torfowisk niskich – soligenicznego, na fragmentach którego wykształciła się roślinność mechowiskowa, oraz fluwiogenicznego z turzycowiskiem. Stwierdzono występowanie chronionych gatunków mchów: próchniczka błotnego (Aulacomnium palustre), mokradłoszki zaostrzonej (Calliergonella cuspidata), brodawkowca czystego (Pseudoscleropodium purum) oraz fałdownika nastroszonego (Rhytidiadelphus squarrosus). Wykazano obecność gatunków roślin z rodziny storczykowatych oraz bobrka trójlistkowego (Menyanthes trifoliata). Użytek obejmuje również koryto Strugi Gogolewskiej oraz system rowów melioracyjnych.
Użytek ekologiczny znalazł się w granicach obszaru mającego znaczenie dla Wspólnoty (projektowanego specjalnego obszaru ochrony siedlisk) „Dolina Słupi” (PLH220052) w ramach sieci Natura 2000, zatwierdzonego pod koniec 2013 na całkowitej powierzchni 6991,48 ha. Obejmuje dolinę rzeki Słupia od wsi Sulęczyno do ujścia oraz większość jej dopływów.